# Real Groove
«Real Groove» es una canción de la cantante australiana Kylie Minogue para su decimoquinto álbum de estudio Disco (2020). Minogue anunció la canción como el tercer sencillo oficial del álbum el 5 de diciembre de 2020, durante su aparición en el Saturday Morning
Show de Graham Norton en BBC Radio 2. Minogue coescribió la canción con Alida Gaprestad, así como con sus productores Teemu Brunila y Nico Stadi. «Real Groove» es una canción disco-pop que presenta un bajo funk, cuerdas y un efecto de vocoder. Líricamente, habla de Minogue comparando el nuevo interés amoroso de un ex amante con su relación anterior.

## Antecedentes y lanzamiento
«Real Groove» fue coescrito por Kylie, Alida Gaprestad y sus productores Teemu Brunila y Nico Stadi. La canción fue grabada en secreto durante la pandemia de COVID-19. La canción mantiene la cohesión con la estética disco del álbum, pero se notó que incorpora elementos de la música R&B, empleando el uso de un «bajo funk».

Minogue comentó sobre el proceso de grabación de «Real Groove»:
«Debido a que estaba grabando mi propia voz en casa, me encontré haciendo muchas más tomas de las que solía hacer, hasta el punto en que literalmente tuve que alejarme de mi computadora portátil. 'Real Groove' fue una de las canciones en las que hice más tomas. Quería bajar la melodía medio tono. Experimentamos haciéndolo más bajo, pero en última instancia, las notas más altas fueron el punto óptimo. No sabes lo que viene, y luego la canción termina realmente bombeando. Valió el esfuerzo.»

— Kylie Minogue en una entrevista con Apple Music

## Studio 2054
El remix Studio 2054 de «Real Groove» de Kylie Minogue, con la colaboración de Dua Lipa, fue lanzado el 31 de diciembre de 2020 como parte del álbum Disco de Minogue. Este remix presenta una producción electro-disco más acelerada que la original y fue grabado en Assault & Battery en Londres y Flux Studios en Nueva York, siendo masterizado por Beetham. La colaboración entre Minogue y Lipa surgió después de la exitosa actuación conjunta en el concierto en vivo Studio 2054 de Lipa.
La canción incorpora una nueva capa de instrumentación, incluyendo toques de funk y ritmos de disco que aportan mayor dinamismo a la pista. Además, Dua Lipa añade sus voces al coro, reforzando la energía del tema con sus armonías. La producción estuvo a cargo de William Bowerman, quien agregó un aire fresco y moderno al track, manteniendo la esencia de los años 80 con influencias de sintetizadores. También existe una versión llamada Initial Talk Studio 2054 remix, que tiene un estilo retro de los años 80, con la separación de las voces previamente combinadas, lo que crea una atmósfera nostálgica y pegajosa.